# Външна политика на Чили
Чили гради конструктивна външна политика въз основа на своята укрепнала демокрация и просперираща икономика. Особено активни са външноикономическите инициативи на чилийската страна (от януари 2004 г. страната има споразумение за свободна търговия с САЩ, от март 2004 г. с Република Корея, а от март 2005 г. споразумение за асоцииране в ЕС).
Външноикономическата активност се придружава и от членството на Чили в групата на 77 развиващи се страни в ООН. В периода 2003-2004 г. страната е непостоянен член на Съвета за сигурност на ООН. Икономическата комисия на ООН за района Латинска Америка и Карибите е със седалище в чилийската столица.
Чили има внушително участие в мироопазващи мисии на ООН в разни точки на света: Босна и Херцеговина, Индия, Пакистан, Косово, ДР Конго, Източен Тимор. Под аржентинско командване чилийски контингент участва в умиротворителната мисия в Кипър.
В отношенията си с останалите латиноамерикански страни в последните години Чили реализира видим напредък. През юли 1999 г. е сключено споразумение с Аржентина, по силата на което е решен граничния спор между двете страни. В отношенията си с Боливия основен проблем си остава териториалния въпрос, и по-точно въпросът за боливийски излаз на Тихия океан.
Отношенията на Чили със САЩ се характеризират със стабилност. Двете страни си сътрудничат в политически и военнополитически аспект. През януари 2002 г. чилийското правителство закупува от САЩ 9 изтребителя F-16. По време на Иракската криза Чили обаче гласува в Съвета за сигурност против използването на сила за свалянето на Саддам Хусейн от власт.
Отношенията с ЕС са също пълзотворни и търпят динамично развитие. Около 1/4 от инвестициите в чилийската икономика са от европейски произход.